# Фраскати
Фраскати (итал. Frascati) — город в Лацио, с северной стороны Альбанских гор, в 21 км от Рима. Знаменит своим белым вином и загородными резиденциями чёрной (папской) знати XVI—XVII вв. В 2,5 км к северо-востоку — развалины древнего Тускулума.

## История
Поселение Фраскати возникло в IX веке на месте античной виллы и приобрело значение в конце XII века, когда был уничтожен близлежащий Тускулум, а его жители большей частью переселились во Фраскати. В эпоху Возрождения близость античных вилл Тускулума привлекла во Фраскати родственников понтификов и высокопоставленных папских чиновников, которые стали возводить здесь собственные загородные резиденции.
Во время Второй мировой войны город выбрал своей ставкой немецкий фельдмаршал Альберт Кессельринг. По этой причине патриархальный Фраскати оказался в числе целей авианалётов союзной авиации. Только во время налёта 8 сентября 1943 года на город было сброшено 1300 бомб, погибло 500 местных жителей, уничтожена была добрая половина городской застройки.

## Достопримечательности
Среди храмов Фраскати первое место занимает кафедральный собор св. Петра (1598, фасад 1696—1700) с надгробным памятником красавчику принцу Чарльзу. Его брат Генрих Бенедикт Стюарт занимал во Фраскати епископскую кафедру. Однако наибольший исторический и культурный интерес представляют роскошные виллы папской знати, разбросанные в окрестностях Фраскати:
- Вилла Альдобрандини (ит.)
- Вилла Мондрагоне
- Вилла Фальконьери
- Вилла Ланчелотти
- Вилла Торлония

## Современность
Современный Фраскати живёт за счёт виноделия и туризма. Здесь располагается Национальный институт ядерной физики. В мае 2013 года открыт центр слежения за потенциально опасными для планеты астероидами.
В 1856 году была построена железнодорожная линия соединившая Фраскати и Рим. Добраться до Рима также можно на рейсовом автобусе.
Население Фраскати составляет 20 149 человек (на 2004 г.), плотность населения составляет 877 чел./км². Занимает площадь 22 км². Почтовый индекс — 044. Телефонный код — 06.
Покровителями коммуны почитаются святые апостолы Иаков и Филипп, празднование 3 мая.

## Галерея

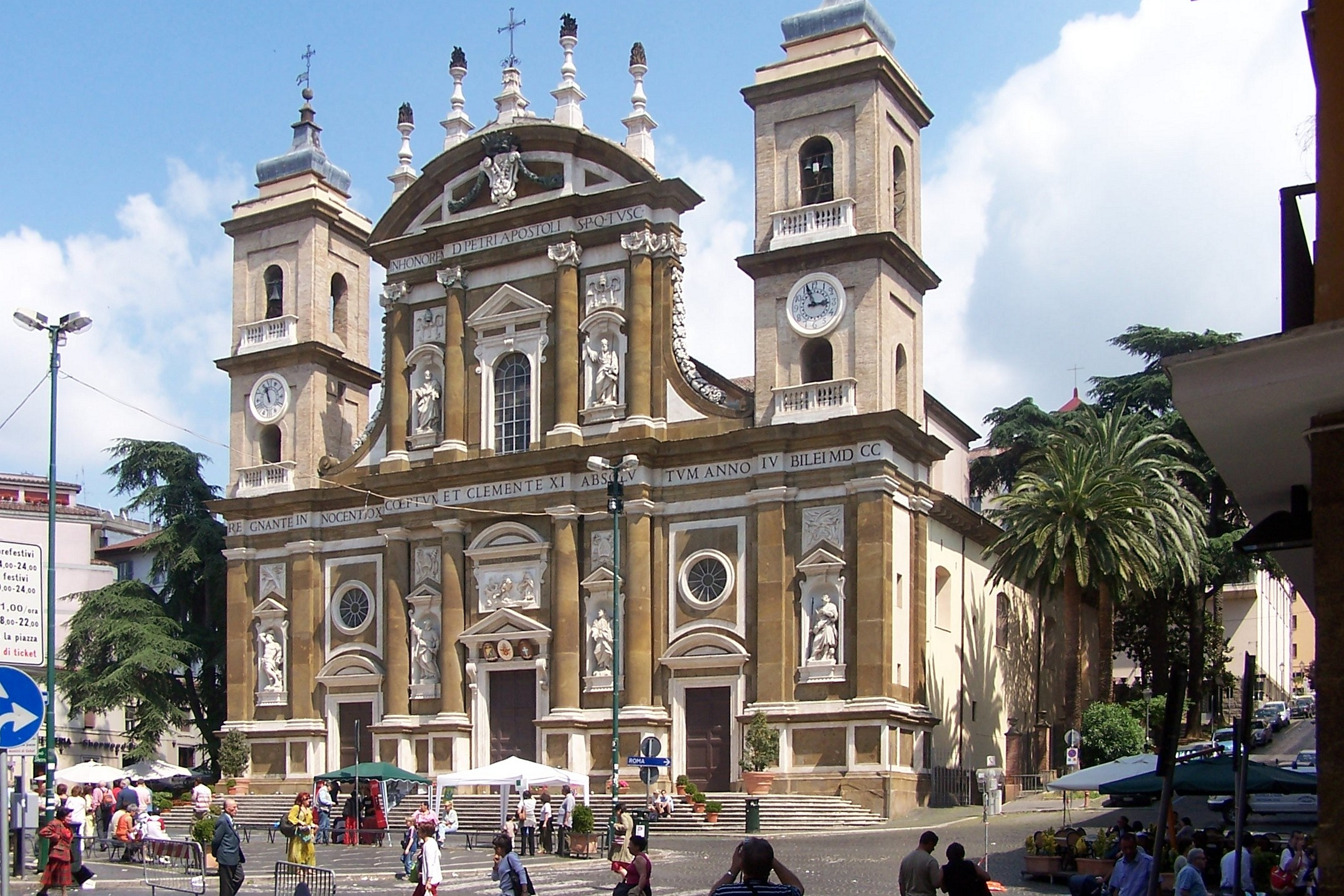
Собор святого Петра
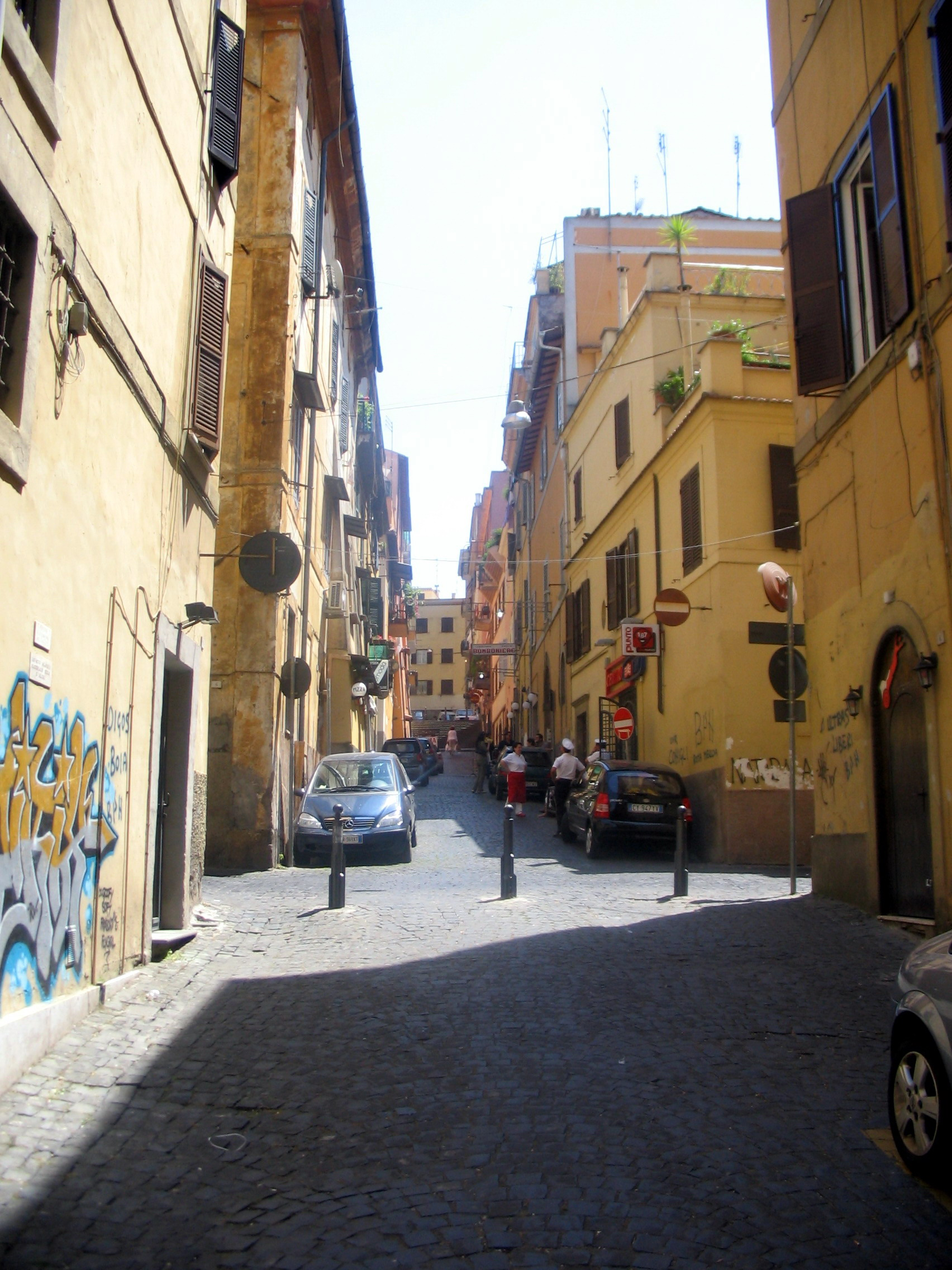
Via Mentana, исторический центр
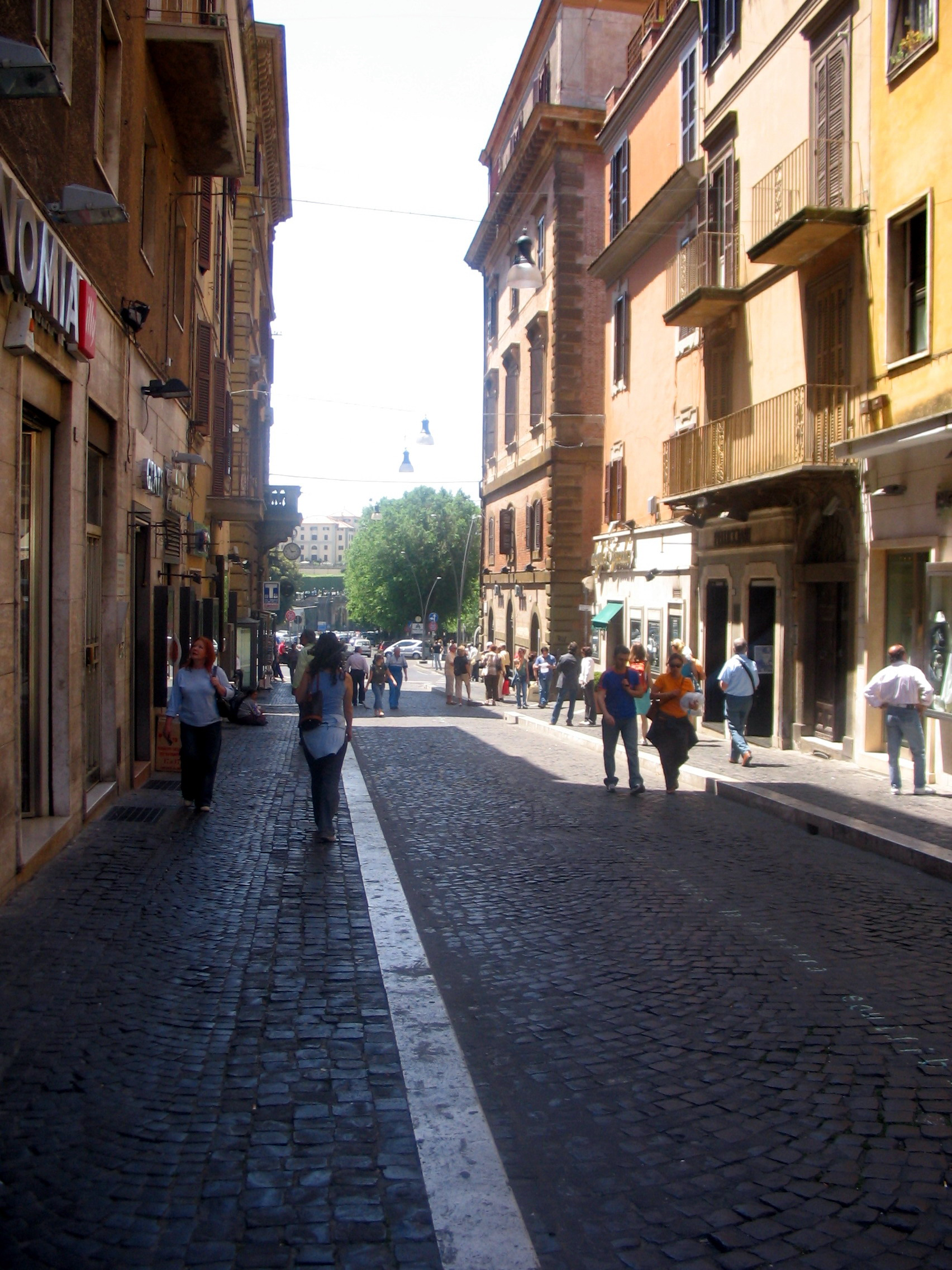
Via Battisti, исторический центр
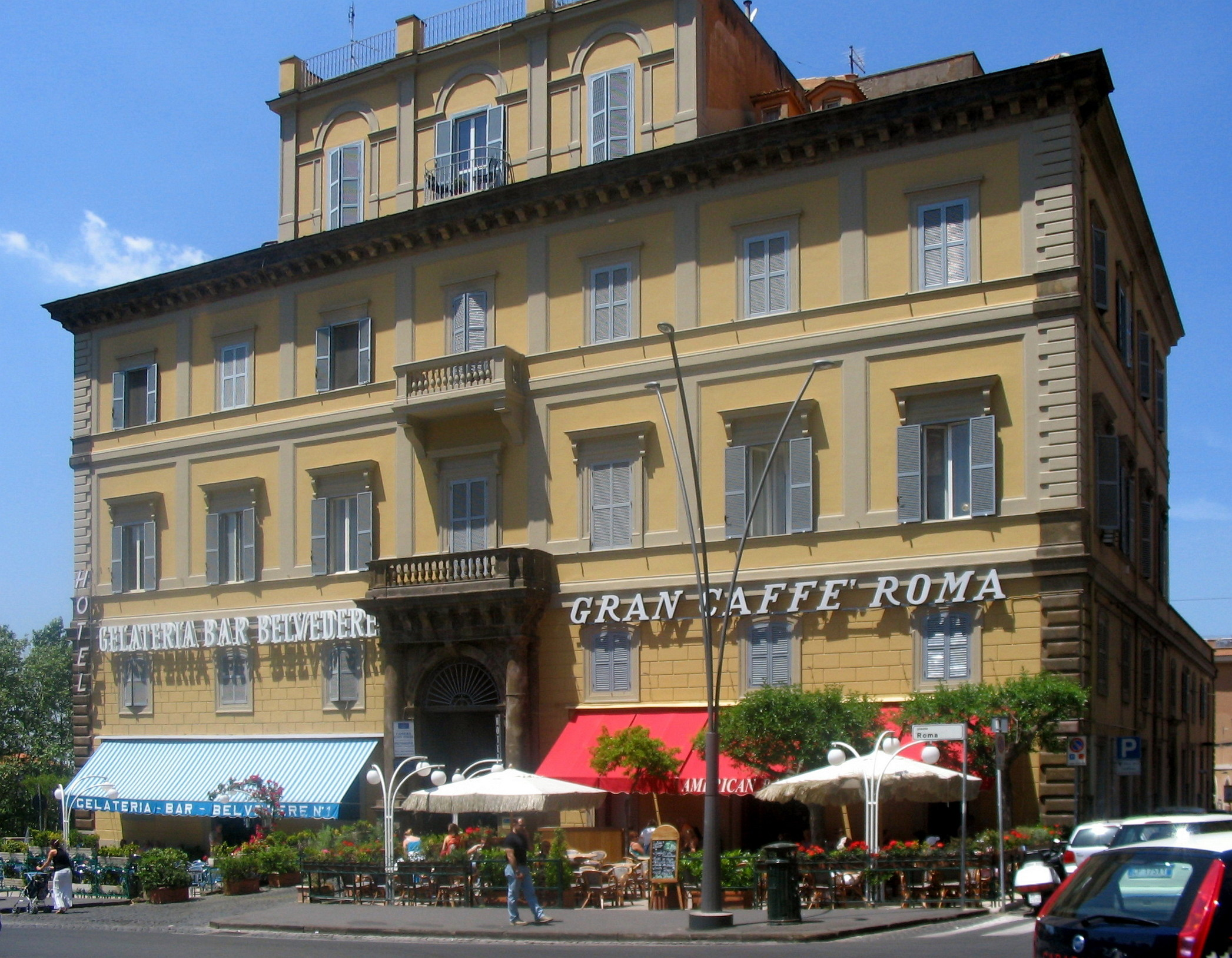
Piazza Roma
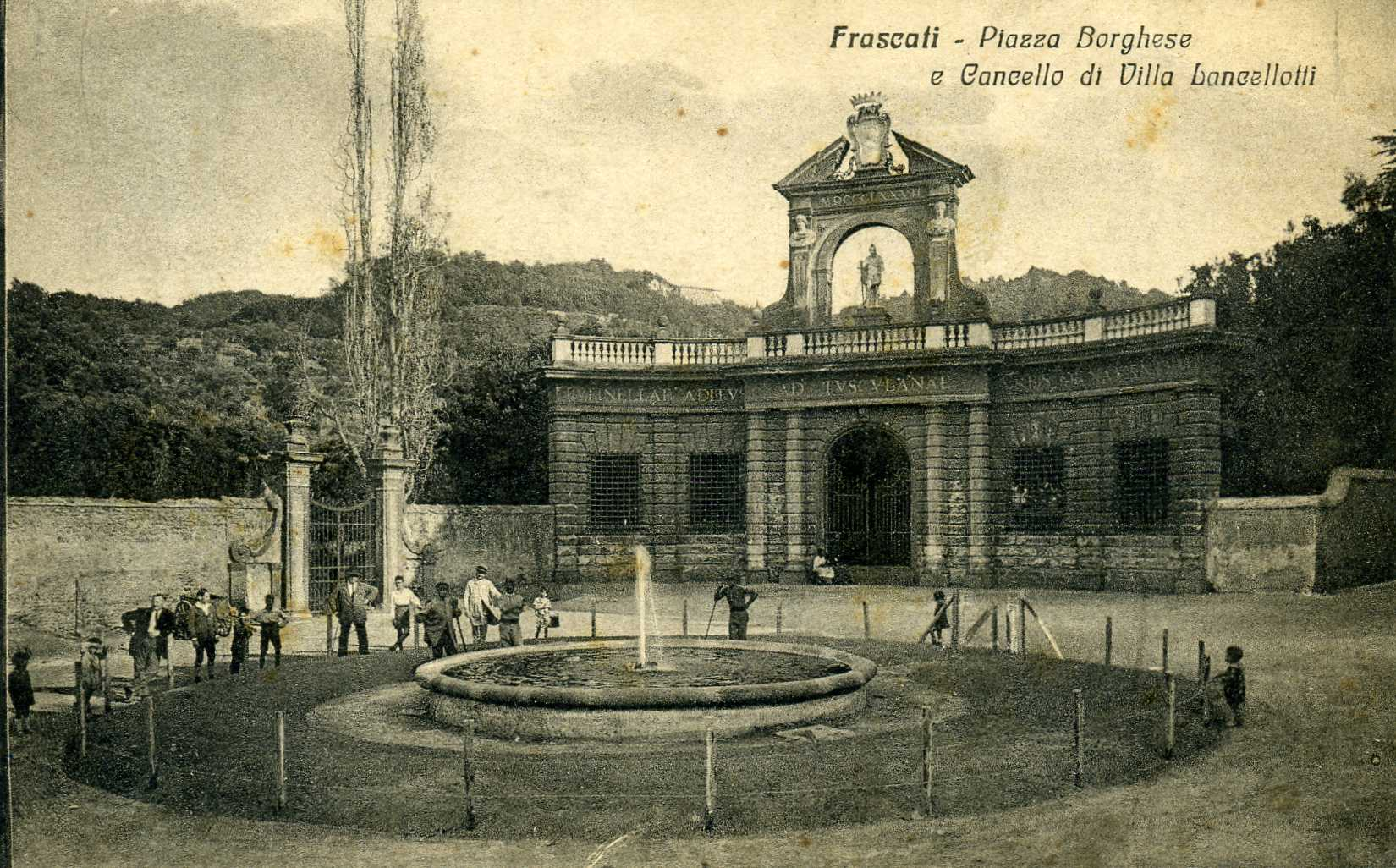
Villa Lancellotti, 1928
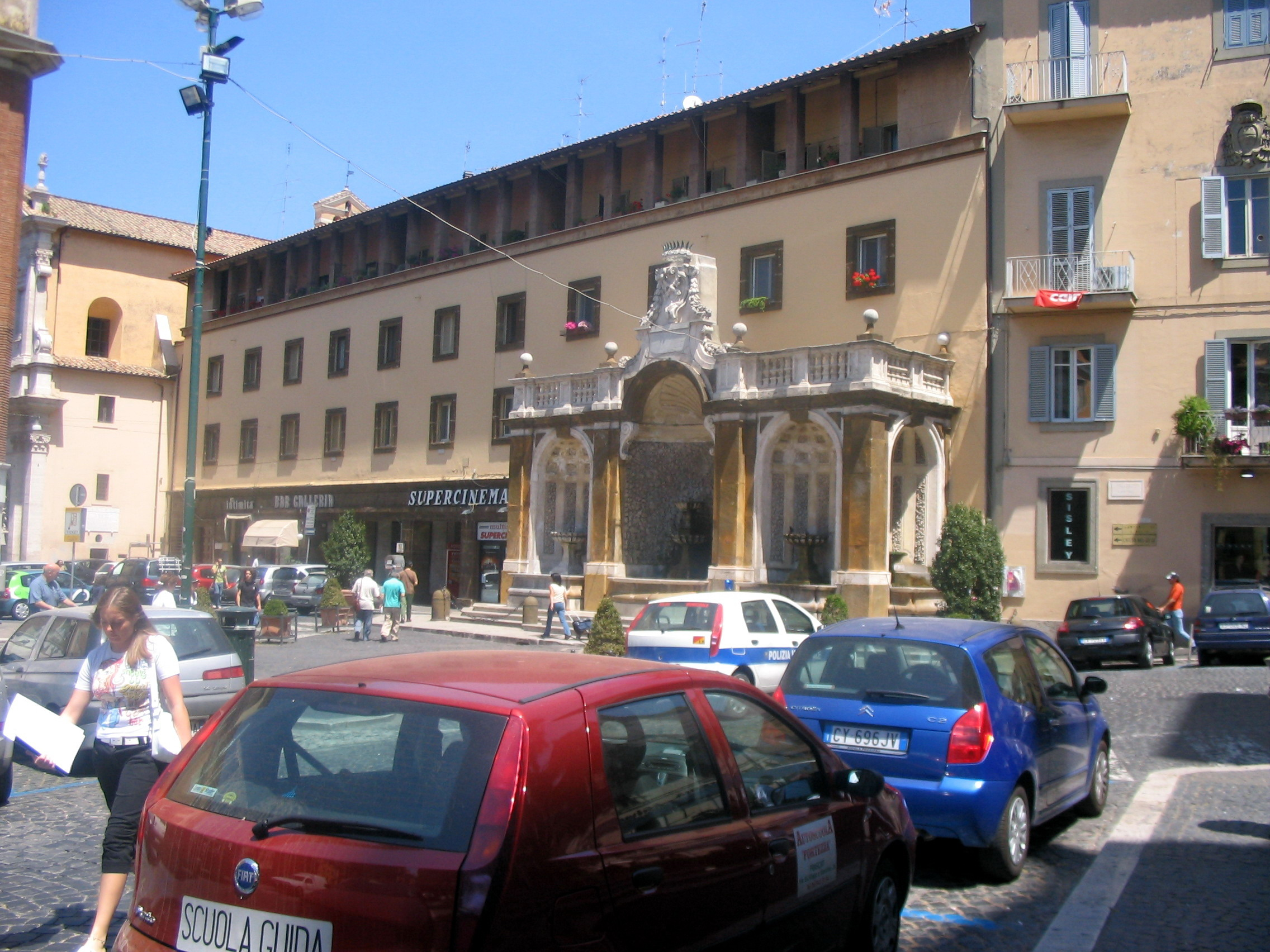
Piazza San Pietro
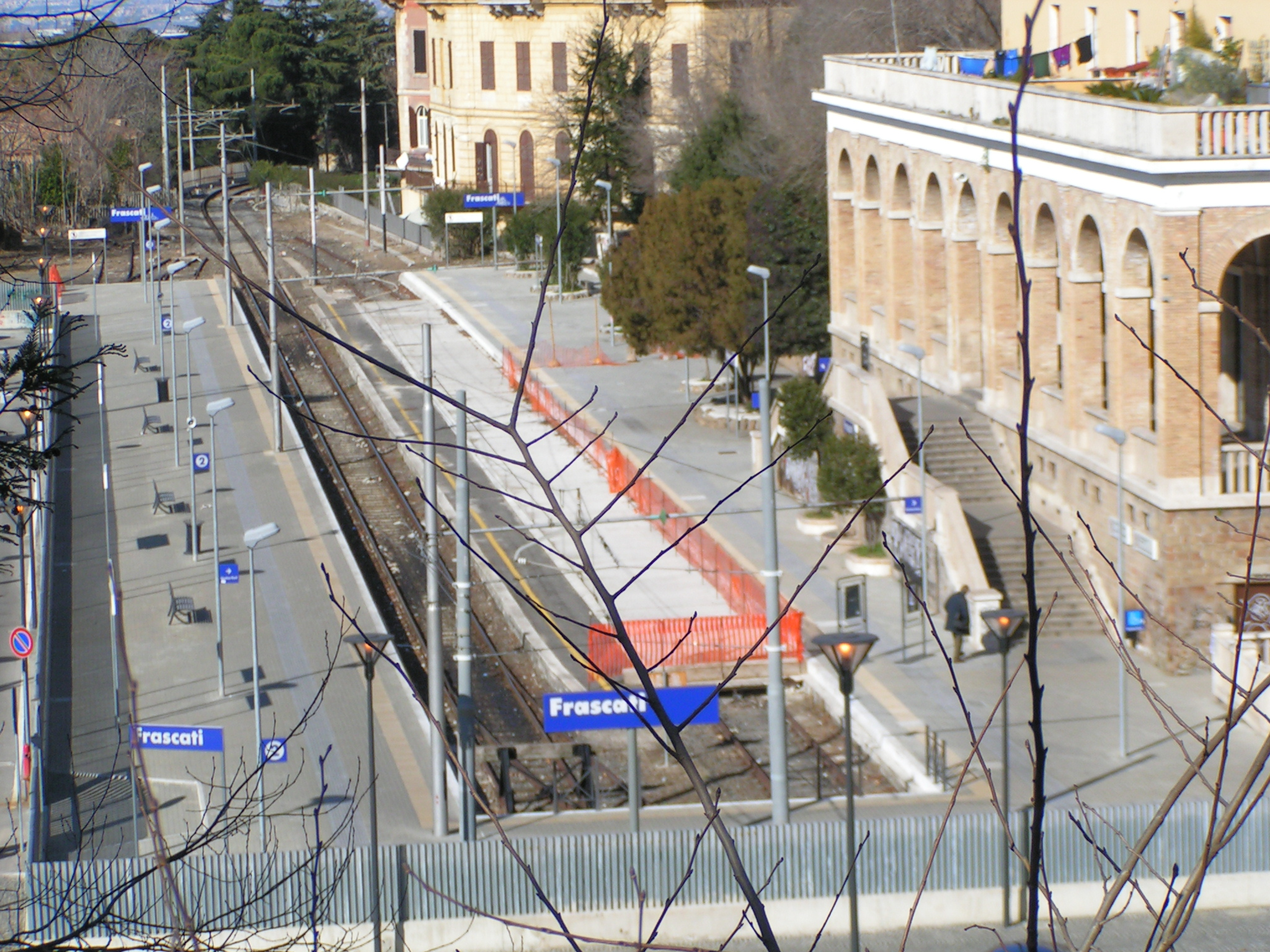
Железнодорожная станция
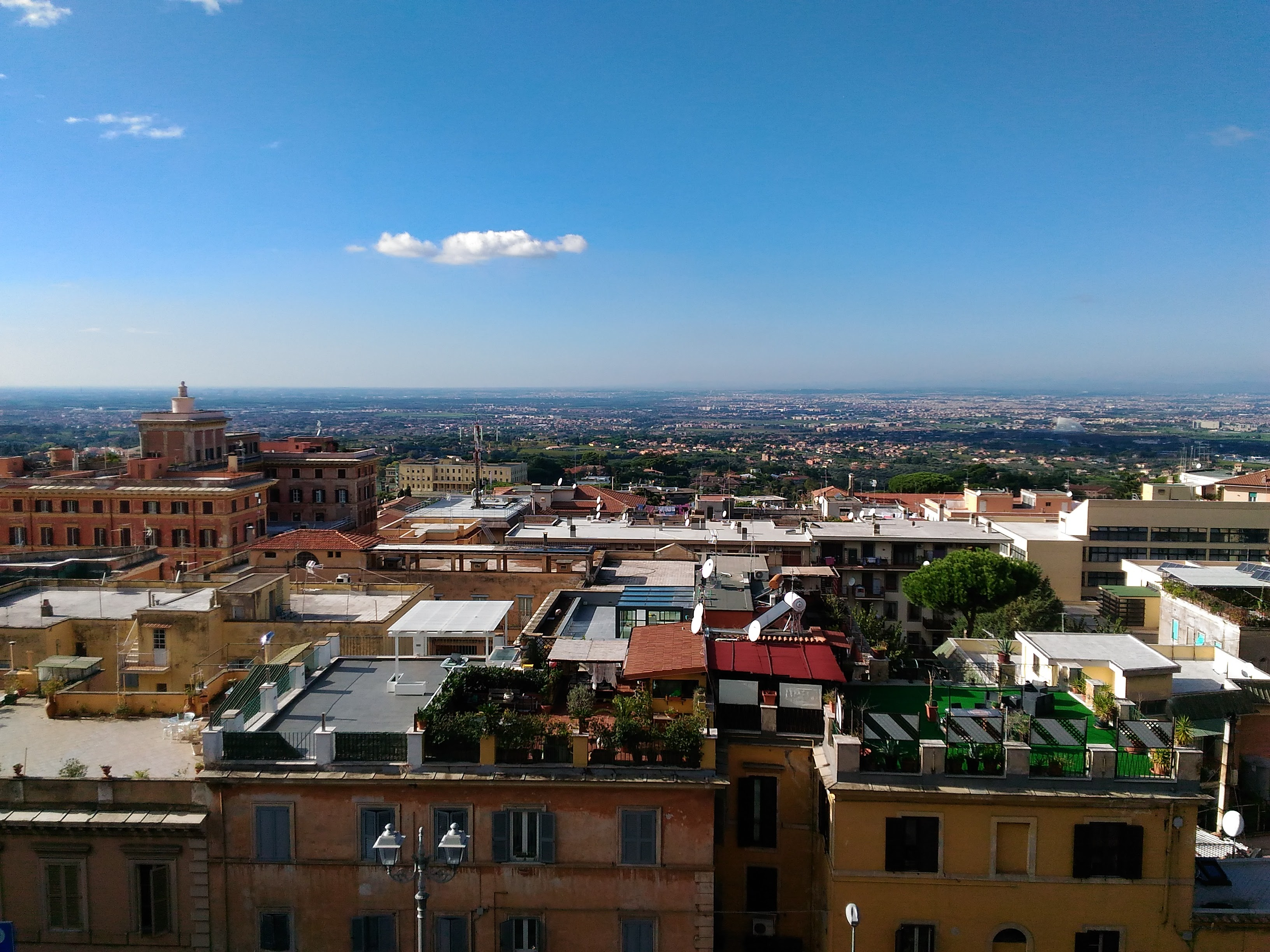
Вид на Рим